# 中形柄口吸虫
中形柄口吸虫（学名：Pelmatostomum mesembrinum）为棘口科柄口属的动物。分布于欧洲以及中国大陆的福建等地，营寄生生活，宿主中灼鹬（福建）、灼鹬（欧洲）以及寄生在肠中。